# 손승자
손승자(孫勝子)는 대한민국의 재일교포출신 탁구 선수였다. 1963년 2월 필리핀 마닐라 아시아 선수권대회에서 이신자와 복식 동메달을 획득하였다.